# 島田千寿
島田 千寿（千壽、しまだ せんじゅ、1898年（明治31年）8月1日 - 1969年（昭和44年）4月20日）は、大正から昭和期の実業家、政治家。参議院議員（1期）。

## 経歴
福岡県企救郡小倉町（小倉市を経て現北九州市）で生まれる。土木建築業を営む。
小倉商工会議所議員、福岡県土木建築工業組合企業整備委員、小倉土建工業社長、緑屋社長、小倉商工会議所理事、新日本建設連盟副会長などを務めた。
政界では1928年（昭和3年）5月、小倉市会議員に選出された。都市計画福岡地方委員、日本社会党小倉支部長、同北九州協議会長などを務めた。1947年（昭和22年）4月、第1回参議院議員通常選挙で福岡県地方区から社会党公認で出馬して当選（補欠、任期3年）し、参議院議員に1期在任した。1950年（昭和25年）6月の第2回通常選挙で全国区から立候補したが落選した。
その後、中央政界から引退し事業経営に専念した。1955年（昭和30年）の小倉市長選挙で林信雄の当選に貢献している。
1969年（昭和44年）4月20日死去、70歳。死没日をもって勲四等旭日小綬章追贈、従五位に叙される。